# Armer Konrad

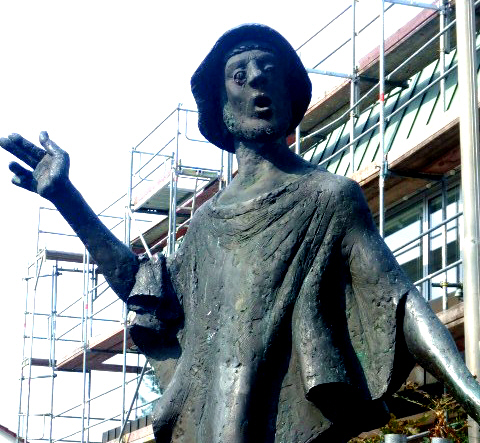
Fritz Nuss: Denkmal für Peter Gaiß, Beutelsbach

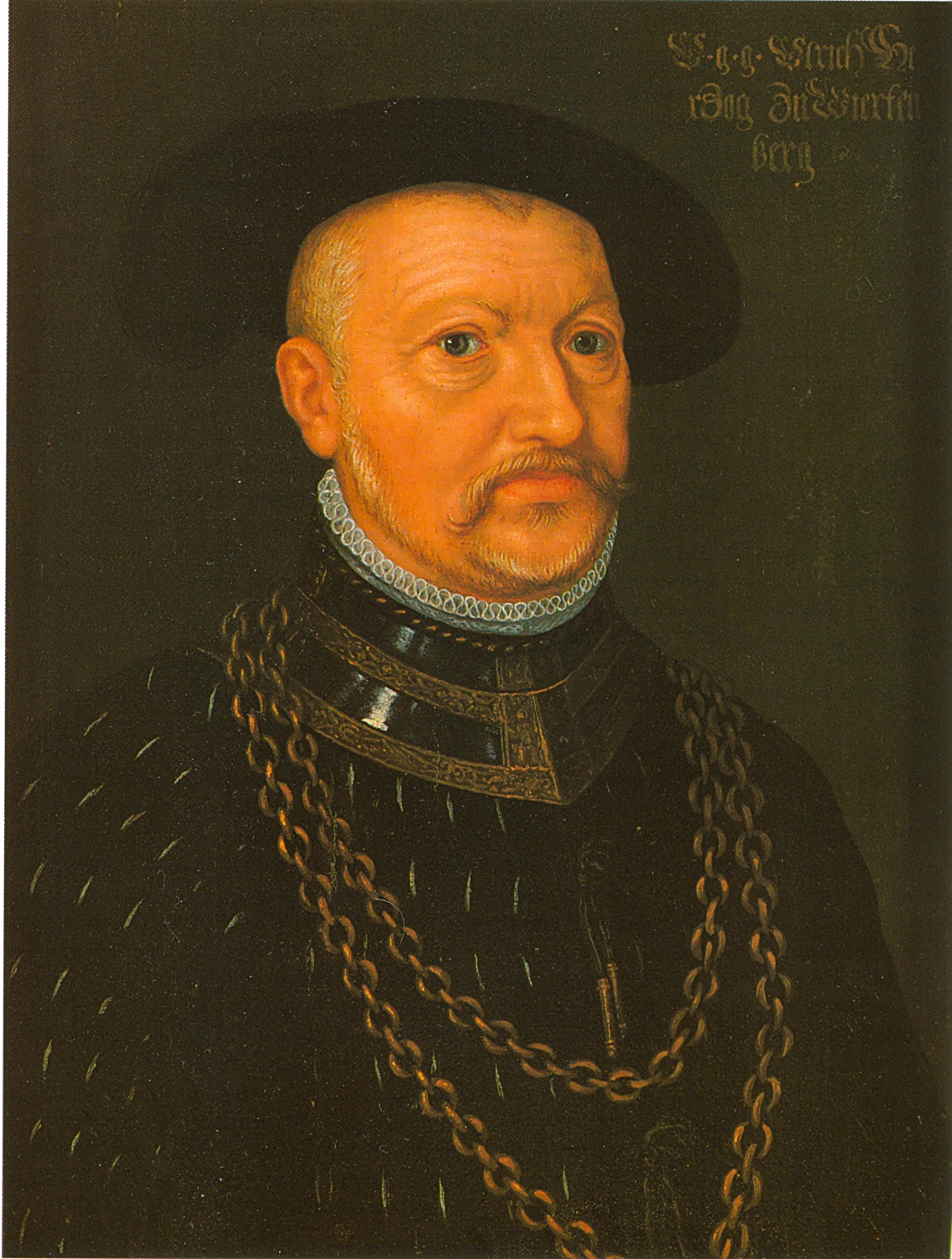
Herzog Ulrich von Württemberg

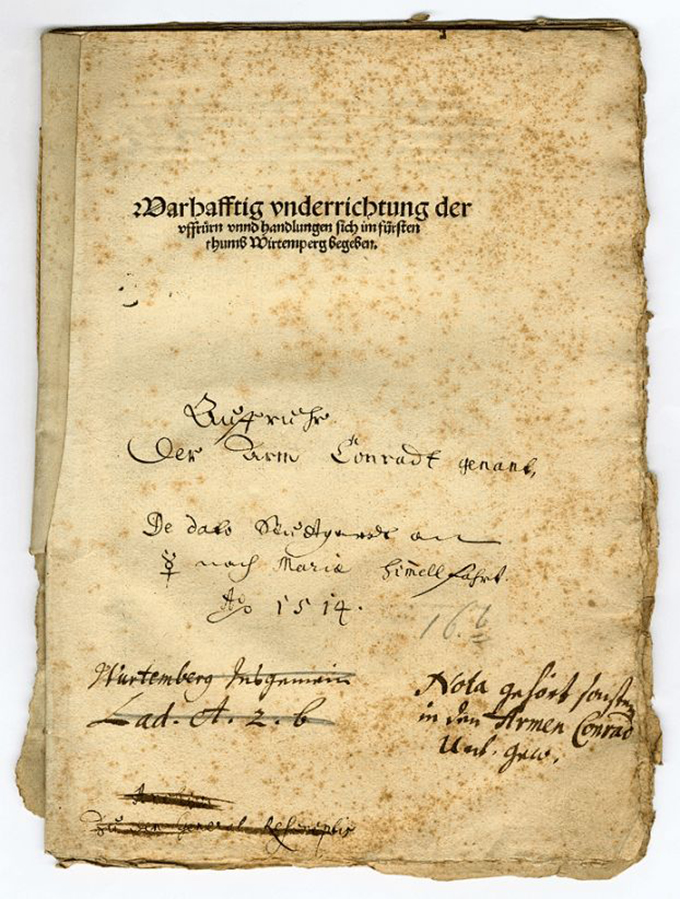
Akte über den Armen Konrad: „Warhafftig Underrichtung der Uffrührn und Handlungen, sich im Fürstenthumb Wirtemperg begeben“

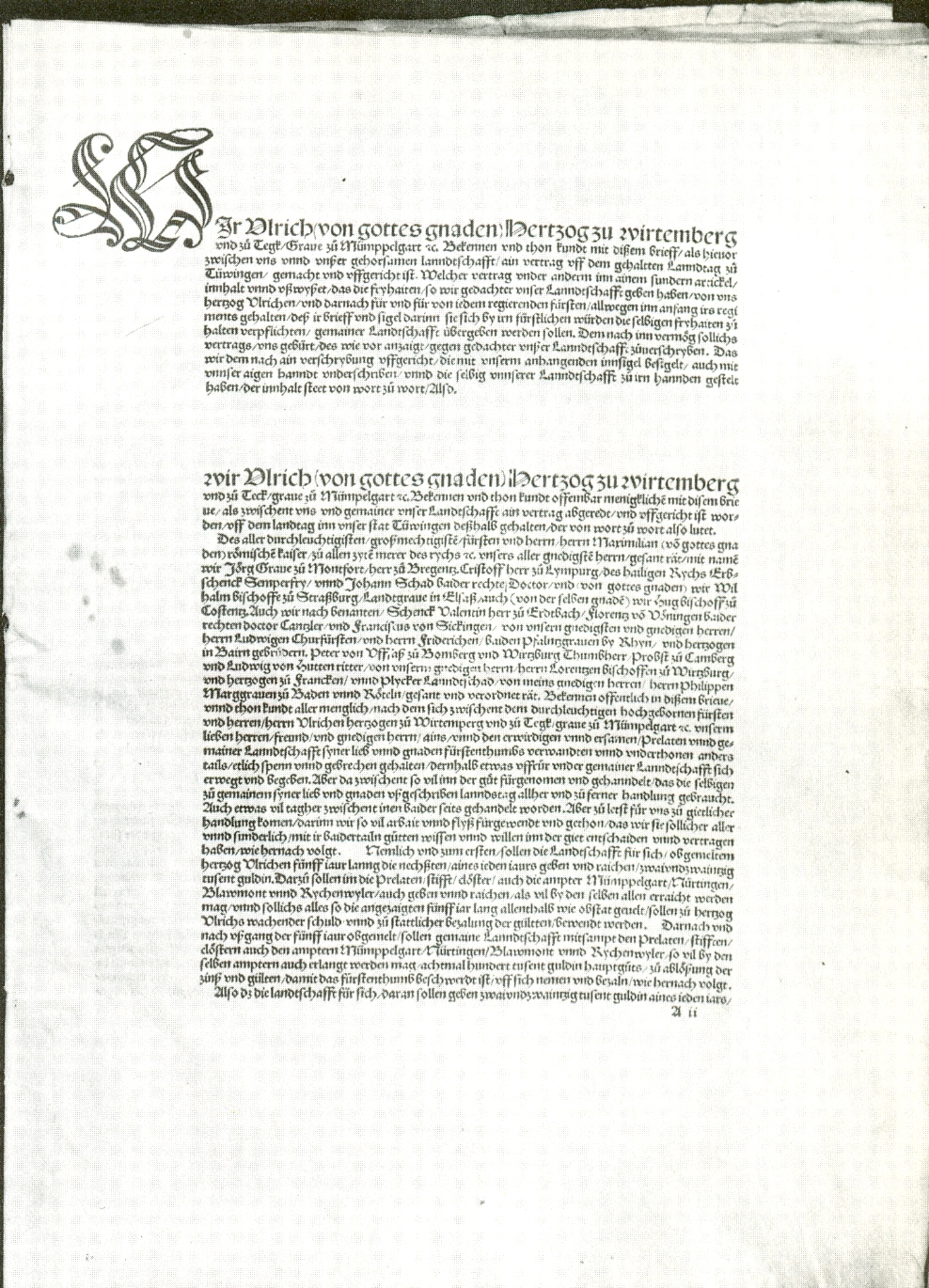
Titelseite des Tübinger Vertrags

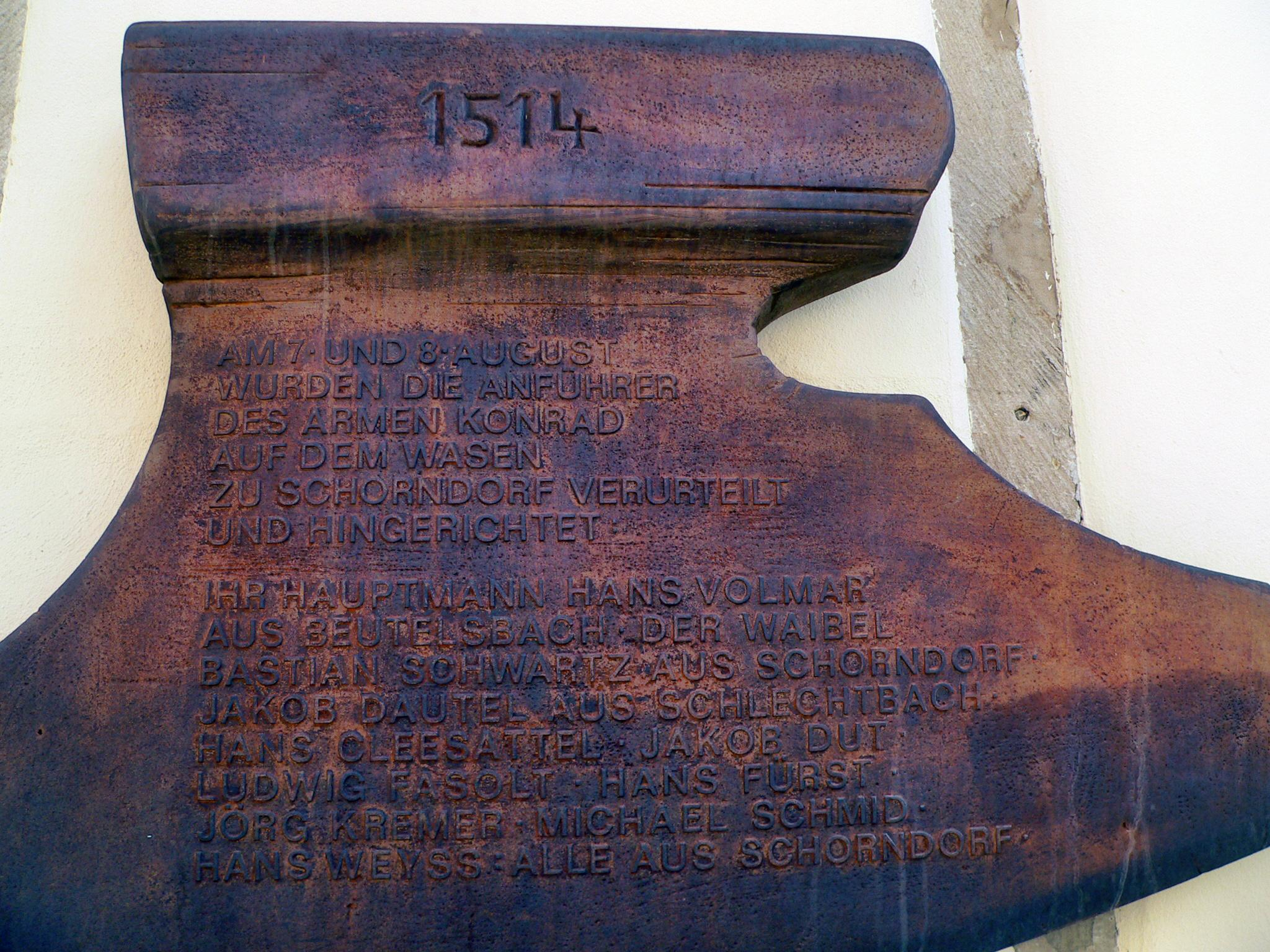
Gedenktafel für die in Schorndorf Hingerichteten (von Hans-Dieter Bohnet)

Als Armer Konrad (auch Armer Kunz) bezeichnete sich ein Bündnis des Gemeinen Mannes, das 1514 im Herzogtum Württemberg aufbegehrte. Entgegen dem verbreiteten Klischee waren es nicht vor allem die im Feudalsystem eingebundenen Bauern, sondern insbesondere Bürger der württembergischen Landstädte, die sich, unterstützt von einigen Geistlichen, gegen die von Herzog Ulrich und der einflussreichen Ehrbarkeit betriebene Umverteilungspolitik zu Lasten der Kleinen Leute und deren fortschreitende Entrechtung erhoben. „Aufgrund seiner Ziele, seiner Organisationsform, seiner Gewaltbereitschaft und der landesweiten Verbindung zwischen bäuerlichem und städtischem Protest und der überterritorialen Ausrichtung“ bezeichnen die Landeshistoriker Andreas Schmauder und Wilfried Setzler den Armen Konrad als einen „der größten Aufstände, die das Reich bis zu diesem Zeitpunkt erlebt hatte.“

## Ursachen und Ausbruch
Hauptursache für den landesweiten Aufruhr war die in Folge mehrerer Missernten und politischer Umbrüche zunehmende wirtschaftliche Notlage der Unterschicht, auf deren Rücken der frühkapitalistisch geprägte gesellschaftliche Wandel im ausgehenden Mittelalter ausgetragen wurde. Der Preis für einen Scheffel Dinkel war binnen kurzer Zeit von „21 kr. 5 hlr. auf 2 fl. (Gulden) 4 kr. (Kreuzer) 3 hlr.“ (Häller) extrem angestiegen. Das entspricht einer Steigerungsrate von 575 Prozent. Für Empörung sorgte zudem die Einführung des römischen Rechts, das ungeschrieben tradierte Rechtsansprüche des Einzelnen wie der Gemeinde aushebelte und vom korrupten „Beamtenadel“ allzu gerne zur Privatisierung von Allmende missbraucht wurde.
Das Fass zum Überlaufen brachte ein „Deal“ Herzog Ulrichs mit der in der Landschaft vertretenen Ehrbarkeit: Um trotz seines maßlosen Lebenswandels den geplanten Kriegszug gegen Burgund finanzieren zu können, wandelte der durch angezettelte Kriege und Misswirtschaft hoch verschuldete Herzog 1513 eine vorgesehene Vermögenssteuer auf Druck der Ehrbarkeit in eine Verbrauchssteuer auf Fleisch, Wein und Getreide um, die vor allem die ohnehin notleidende städtische Unterschicht treffen musste. Die Reduzierung der für den Handel notwendigen Maßgewichte erregte allgemeine Empörung, da dadurch die Käufer weniger Ware für denselben Preis erhielten.

### Firmierung des Armen Konrads
Aus Protest gegen diesen vermeintlichen Betrug soll Peter Gaiß („Gaißpeter“) aus Beutelsbach am 2. Mai 1514 ein Gottesurteil, die sogenannte Wasserprobe durchgeführt haben: Die neuen Gewichte des Herzogs sollten in die Rems bei Großheppach geworfen werden. Würden sie schwimmen, wären sie rechtens, würden sie untergehen, dann wäre der Gemeine Mann im Recht. Wie nicht anders zu erwarten, gab das Gottesurteil der jubelnden Menge recht. Die Obrigkeit forderte anderntags die Rückgabe der Steine. Der Gaißpeter konnte oder wollte sie nicht wieder beibringen, sondern eskalierte die Situation, indem er in der Burgkapelle auf dem Beutelsbacher Kappelberg Sturm läutete und den zusammenkommenden Leuten erklärte, er stehe hier für den Armen Konrad, was damals ein Synonym für den einfachen Mann war, letztlich aber für eine rituell verschworene Gemeinschaft von Aufrührern stand.
Laut Hermann Römer war jedoch nicht Gaißpeter, der sich als „Anfenger diser Uffruhr“ in Leonberg auf den Schild heben ließ, sondern der Untergrombacher „Joß Fritz“ der erste, der schon Jahre zuvor nach Bundschuh-Sitte mit der Schaufel den Kreis zog, „darein die Bauern (mit der Gabel) stupfen, im Armen Konrad zu sein“. Die 1514 beitretenden württembergischen Städter verschworen sich überwiegend bei konspirativen Treffen in geschlossenen Räumen, indem sie mit den drei Schwurfingern in einen auf dem Tisch gezogenen Kreidekreis „tupften“.

### Revoluzzer auf der Kanzel
Zu den charismatischen Führungspersönlichkeiten des Armen Konrads zählten neben dem umtriebigen Gaißpeter aus Beutelsbach insbesondere Caspar Pregatzer aus Schorndorf, Singerhans aus Würtingen, Bantelhans aus Dettingen, der Marbacher Arzt Alexander Seitz und nicht zuletzt der aus Fellbach stammende Reformtheologe Reinhard Gaißer. Dieser „erste Sozialrevolutionär auf einer württembergischen Kanzel“ hatte sich nach seiner Lehrtätigkeit an der Universität Tübingen als Grüninger Stadtpfarrer zum intellektuellen Kopf des Armen Konrads aufgeschwungen: Er bezichtigte die Ehrbarkeit und speziell die vor Ort situierten Vertreter des reichen und einflussreichen Patriziergeschlechts der Vollands der unlauteren Umverteilung zu Lasten des Gemeinen Mannes und des Amtsmissbrauchs. Wilfried Setzler hebt Gaißer als „Vordenker“ und begnadeten Agitator heraus: „Gaißer war ein brillanter, rhetorisch begabter Redner, der nicht nur sprachgewandt trefflich zu formulieren, sondern auch zu begeistern verstand, Kontakte mit anderen Gruppen knüpfte und eine Fahne für den Armen Konrad entwarf.“
Bereits vor dem Aufruhr initiierte Gaißer konspirative Treffen, korrespondierte über seinen Vikar und Neffen Wilhelm Gaißer oder mittels Brieftauben mit anderen Widerstandsführern – insbesondere mit seinen Vettern Peter Gaiß und Georg Gaißer im Remstal, aber auch mit Verschworenen in Stuttgart, Leonberg oder Vaihingen an der Enz – und war selbst viel unterwegs, um einen koordinierten landesweiten Aufstand zu organisieren. Ratschläge des Armen Konrads lassen sich laut Andreas Schmauder in 28 der 43 württembergischen Ämter nachweisen. Sie setzten sich zum Ziel, alle zum Widerstand bereiten Personen im Herzogtum Württemberg auf den 28. Mai 1514 zur Kirchweihe nach Untertürkheim zusammenzuziehen.

### Aufruhr in Markgröningen und anderen Städten
Mit seiner die Missstände offen anprangernden Predigt unter dem Motto „Ich sende Euch wie Schafe mitten unter die Wölfe“ löste Reinhard Gaißer am 7. Mai einen ersten Aufruhr im reichen Grüningen aus. Zwei Drittel der Bürger probten den Aufstand. Und tatsächlich fehlte nicht viel, dass der aufgebrachte Haufen den Vogt Philipp Volland „überzuckt“ (niedergemacht) hätte, nachdem die Stadt- und Torwachen bereits durch Aufrührer ersetzt waren. Doch der Vogt war schlau genug, sein Haus nicht zu verlassen und auf Zeit zu spielen. Während er die prekäre Lage vor Ort durch Zugeständnisse hinreichend entschärfen konnte, leitete er Ermittlungen gegen Gaißer und dessen Bundesgenossen ein und meldete die gesammelten Zeugenaussagen an den Herzog: Unter den vom Vogt aufgeführten Unruhestiftern finden sich keine Bauern, sondern neben mehreren Handwerkern und Dienstleistern auch ein Ratsmitglied und ein Vertreter des Niederen Adels. Alarmierend erschien insbesondere Gaißers revolutionäre Feststellung, dass die Armen mindestens so weise seien wie die Reichen und ihnen dasselbe Mitspracherecht zustünde.
In Leonberg gelang es Jörg Hagen, „Gscheitlin“ genannt, nahezu die gesamte Gemeinde für den Widerstand zu gewinnen und die zwölf Richter der Stadt in die Defensive zu zwingen. In seinem Haus machte Hagen die „Kanzlei des Armen Konrads“ auf, von der aus er den Aufruhr bis ins Obere Gäu tragen wollte. Darüber hinaus rebellierten Bürger in Göppingen, Schorndorf, Waiblingen, Marbach am Neckar, Großbottwar, Bietigheim, Vaihingen an der Enz, Brackenheim, Güglingen und Balingen zumeist gewaltfrei gegen die örtliche Führungsschicht und die herzöglichen Vögte und nahmen mancherorts die Verwaltung ihrer Stadt selbst in die Hand.
Wie in Leonberg richteten die Aufständischen in Schorndorf eine „Kanzlei des Armen Konrads“ ein, der Magister Georg Gaißer und der Messerschmied Konrad Bregenzer vorstanden. In den württembergischen Hauptstädten Stuttgart und Tübingen rüstete sich die städtische Unterschicht ebenfalls zum Aufruhr gegen die allzu sehr auf ihren Vorteil bedachte Ehrbarkeit und deren Vertreter in „Landschaft“, Landesregierung und Vogteien. Angefeuert durch den vergeblich abgemahnten Pfarrer Reinhard Gaißer spitzte sich in Grüningen die Lage im Juni wieder so sehr zu, dass Richter und Räte in ihrer Todesangst einen Brandbrief an den Herzog verfassten, jedoch keine Möglichkeit fanden, die Botschaft zu überbringen.

## Zuspitzung und „Stillung“
Die Breite der Widerstandsbewegung, die sich insbesondere in Schorndorf, auf dem Kappelberg bei Beutelsbach, auf dem Engelberg bei Leonberg und auf dem Florian(berg) bei Metzingen sammelte und durch das anberaumte Zusammentreffen auf der Untertürkheimer Kirbe bedrohliche Ausmaße annahm, zwang den klammen Herzog zu Zugeständnissen. Da er aufgrund seiner Verschuldung nicht genügend Söldner zur Niederschlagung eines landesweiten Aufstands mobilisieren konnte, spielte er wie der Grüninger Vogt auf Zeit, indem er die Aufrührer durch geschicktes Taktieren und die Zusage einer Schlichtung in Form eines außerordentlichen Landtags zu neutralisieren verstand. Diesen verlegte er dann im Sinne der Ehrbarkeit nach Tübingen, um die unerwünschten Vertreter des Gemeinen Mannes aus den Verhandlungen auszuschließen und in Stuttgart oder andernorts sich selbst bzw. ihren eigenen Ratschlägen zu überlassen. Ihre Beschwerden und Forderungen sollten sie schriftlich einreichen. So hatten sich in Marbach am Neckar, wo der auch in Wildbad wirkende Arzt Alexander Seitz den Aufruhr koordinierte, „gemeine“ Vertreter von 14 der 16 Städte im Unterland getroffen, die auf dem sogenannten „Marbacher Städtetag“ 41 Forderungen erhoben: unter anderem die Entlassung der beiden meistgehassten und der Korruption beschuldigten Regierungsmitglieder Thumb bzw. Thumm und Locher.

## Tübinger Vertrag
Bei dem am 16. Juni zu Tübingen einberufenen Landtag kam am 8. Juli 1514 der Tübinger Vertrag zustande, der den Landständen gegenüber dem Herzog Mitspracherechte bei der Regierung und insbesondere bei den Staatsausgaben garantierte, allen Untertanen das Grundrecht auf Freizügigkeit, das heißt freie Wahl von Wohn- und Aufenthaltsort, und ordentliche Gerichtsverhandlungen zusicherte. Im Gegenzug verpflichteten sich die Landstände, von der immensen Schuldenlast (920.000 Gulden) des Herzogs 800.000 Gulden zu übernehmen, und akzeptierten die Einführung des mit der Todesstrafe bewehrten Straftatbestands des als Hochverrat bewerteten Landfriedensbruchs. Damit ermöglichten die Abgeordneten dem Herzog die Niederschlagung des Aufstands und lieferten die unliebsamen Geister des Armen Konrads ans Schafott.
Nachdem sich Ehrbarkeit und Herzog zum jeweils eigenen Vorteil geeinigt und dabei die Forderungen des Armen Konrads weitgehend ignoriert hatten, lieferte der Grüninger Vogt Philipp Volland am 13. Oktober 1514 einen weiteren Lagebericht an die Staatskanzlei, um Gaißers Kommentare über diesen „faulen Kompromiss“ anzuzeigen: „Gaißlin“ habe dem Herzog Wortbruch vorgeworfen, da er seinen Untertanen vorab versprochen habe, er wolle „sie bei ihrem alten Brauch und Herkommen bleiben lassen und itzund will er Geld von ihnen haben“. Einem Richter zu Grüningen und Landschaftsabgeordneten zu Tübingen habe Gaißer erklärt, dass der Herzog zu Tübingen „viel verspielt“ hätte, und dem Abgeordneten der Stadt persönlich vorgeworfen, dass Räte und Landschaft, „die es wehren sollten“, dies unterlassen hätten. Deshalb sei „die Sach noch nit am rechten Gstadt“ und werde dabei nicht bleiben. Denn die Verschworenen des Armen Konrads hätten „eine gute Sach“ und „den rechten Herrn und Hauptmann“: „Der uff der blauen Bunin (Der im Himmel) wird sie nit verlassen, zu demselben haben sie ihr Ding gestellt“.

## Auflösung und Strafgericht
Dabei hatte Gaißer jedoch den neuen Handlungsspielraum unterschätzt, den der Tübinger Vertrag dem Herzog eröffnete. Durch die Entschuldung konnte dieser jetzt Söldner finanzieren und der rebellischen Unterschicht ganz anders entgegentreten. Zwar gelang es den Aufständischen, die Amtsstadt Schorndorf und andere Landstädte zu übernehmen. Den von Gaißer ausgeheckten Durchmarsch der Remstäler nach Grüningen haben die durch den Schwund während der Schlichtungsphase geschwächten Widerstandsgruppen jedoch nicht mehr umsetzen können. Der auf dem Kappelberg versammelte Haufen hatte Ulrichs Truppen nichts mehr entgegenzusetzen und wurde kampflos auseinandergenommen. Herzogliche Truppen besetzten widerstandslos das Remstal und sollen insgesamt 1.700 Aufständische gefangen genommen haben. Sie wurden im Kerker gefoltert und zumeist drakonisch bestraft, gingen ihrer Ehrenrechte verlustig und wurden teils gebrandmarkt. Die Rädelsführer, derer der Herzog habhaft werden konnte, ließ er auf dem Schorndorfer Wasen und auf den Marktplätzen von Stuttgart und Tübingen publikumswirksam köpfen. Bei der Fahndung nach flüchtigen Rebellenführern bat die herzogliche Kanzlei die benachbarten Herrschaften um Amtshilfe. So soll Peter Gaiß 1515 im Exil verhaftet und schließlich auch noch hingerichtet worden sein.

## Nachbeben
Fünf Jahre nach der Niederschlagung des Armen Konrads bereiteten Truppen des Schwäbischen Bundes der Regierung Herzog Ulrichs ein vorläufiges Ende. Mit dem Herzog mussten viele seiner Parteigänger in der Regierung und den Vogteien außer Landes flüchten, darunter auch sein Kanzler und „Scharfrichter“ Ambrosius Volland und dessen Bruder Philipp Volland. Das Land bekam eine österreichische Regierung, die ihre Kriegskosten nicht nur durch Enteignung der Geflüchteten refinanzierte, sondern auch die Bevölkerung zusätzlich belastete und sich deshalb ebenfalls unbeliebt machte.
Der „Frieden“ sollte denn auch nicht allzu lange halten: Zehn Jahre nach dem Aufstand der städtischen Unterschicht im Armen Konrad schlossen sich vor allem Bauern und verarmte Ritter im Zuge des Bauernkriegs zusammen und zogen, ohne sich auf Verhandlungen einzulassen, gleich ins Feld. Sie verheerten weite Landstriche, Städte, Klöster und Burgen, bis ihr „wilder Haufen“ durch die von den Fuggern finanzierten Söldnertruppen in der Schlacht bei Böblingen regelrecht niedergemetzelt wurde.

## Rezeption

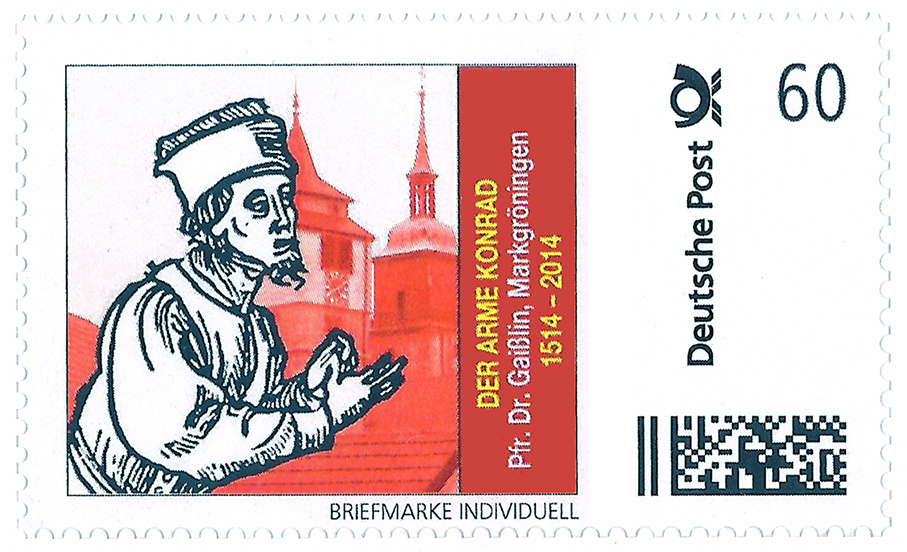
Sondermarke: 500 Jahre Armer Konrad und Reinhard Gaißer

### Vorträge und Ausstellungen
Eine Vortragsreihe des Schwäbischen Heimatbunds beleuchtet die Hintergründe der Rebellion.
Im Hauptstaatsarchiv Stuttgart wurden bis zum 14. September 2015 die Originaldokumente zum Armen Konrad in einer Ausstellung präsentiert. Danach wurde sie als Wanderausstellung in Bad Urach, Marbach am Neckar und Bietigheim-Bissingen angekündigt. Seit Oktober 2015 wurden die Exponate im Bauernkriegsmuseum in Böblingen gezeigt. In Weinstadt-Beutelsbach widmet sich seit 2015 eine dauerhafte Ausstellung im Württemberg-Haus dem Thema. Weitere Ausstellungsprojekte zum Armen Konrad finden sich in Fellbach, Schorndorf, Waiblingen und in Tübingen.

### Künstlerische Aufarbeitung
Zur Erinnerung an diese Widerstandsbewegung verfasste Friedrich Wolf das Drama Der arme Konrad, das 1924 zum 400. Jahrestag des Beginns des Deutschen Bauernkriegs uraufgeführt und 500 Jahre nach dem Armen Konrad (vom 16. bis 18. Mai 2014) in Fellbach sowie im Juli/August 2014 in Tübingen vom Theater Lindenhof erneut aufgeführt wurde. Im Großheppacher Schloss und in der Markgröninger Ziegelei wurde im Juli 2014 außerdem der „Schwaben-Aufstand“ von Barbara Schüßler jeweils als Theaterspaziergang von den Laienspielgruppen Hebebühne und Theater unter der Dauseck aufgeführt.
2011 veröffentlichte die Folk-Rock-Band Wendrsonn auf ihrer CD S'Läba isch koin Schlotzer einen Song mit dem Titel Armer Konrad, der den Aufstand thematisiert.
2014 widmete der Komponist Hans-Peter Braun dem Armen Konrad eine Kantate mit dem Titel Leben soll keine Straf sein. Das Werk wurde in Tübingen uraufgeführt anlässlich des 500. Jahrestages.

### Sondermarke
Am 27. Juni 2014 war die Erstausgabe einer vom Arbeitskreis Geschichtsforschung und Denkmalpflege Markgröningen herausgegebenen Briefmarke, die den Armen Konrad und den Einsatz des „Pfarrers Dr. Gaißlin, Markgröningen“ für die Rebellion des Gemeinen Mannes würdigt.